# 触媒サイクル
触媒サイクル (しょくばいサイクル、catalytic cycle) は化学分野で現れる用語であり、触媒が関与する多段階からなる反応機構を表す。生化学、有機金属化学、物質科学などにおいて触媒の役割を説明するとき、触媒サイクルがよくつかわれる。触媒サイクルにはしばしばプレ触媒 (precatalyst) の触媒への変換が現れる。触媒は再生産されるものなので、触媒サイクルはたいてい一連の化学反応のループとして書かれる。そのようなループでは、第一段階には必ず反応物と触媒の結合が伴い、最終段階には生成物と触媒の分離が伴う。モンサント法、ワッカー法、ヘック反応などは触媒サイクルを用いて説明される。

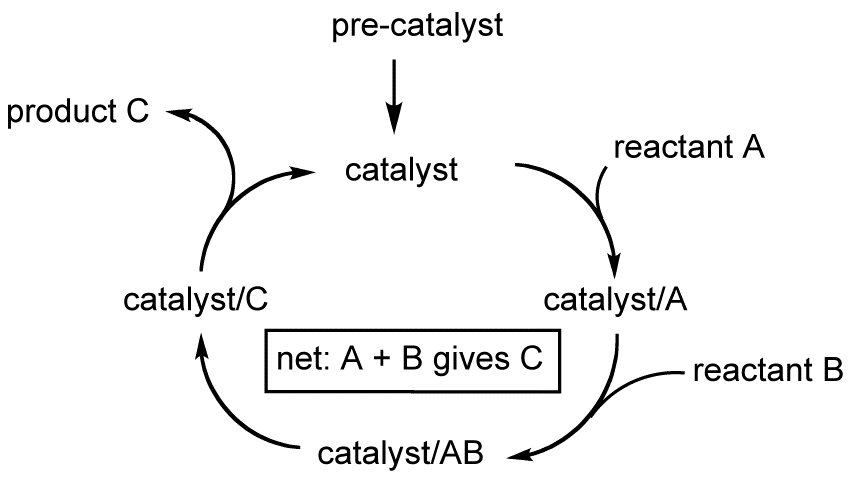
反応物 A と反応物 B から生成物 C ができるまでの触媒サイクル

触媒サイクルは必ずしも反応機構を完全に描写するものでなくてよい。たとえば、反応中間体がわかっているが素反応の反応機構が予想できない場合がある。